# 천황제
천황제(일본어: 天皇制 てんのうせい[*])는 일본의 천황을 중심으로 한 일본의 국가 제도이다. 협의로는 일본 제국 헌법 아래 군주제로서의 천황제를 말하며, 광의로는 근대 이전의 천황제와 일본국 헌법 아래의 상징천황제까지 포함한다.

## 요약
고대사에서 종교적 권위를 가진 천황 중심의 율령제 국가가 형성되었지만, 무가정권, 특히 에도 시대를 거치며 천황은 정치적 영향력을 잃어갔다. 메이지 유신기에 그 전통적 권위를 배경으로 한 천황 중심의 근대 국민 국가의 건설이 진행되었다. 1889년 공포된 대일본 제국 헌법은 천황을 통치권의 체현자로 정하고 통치권이 헌법 조항에 근거해 행사되어야 함을 규정했다. . 즉 입헌주의의 군주제 국가가 성립되었다. 1930년대에는 권력기구의 하나인 군부가 정치적으로 비대해졌으나 1945년 패전으로 천황제 권력기구 대부분은 해체되었다. 1947년의 일본국 헌법에서는 천황의 권능은 부정되었고 국민주권 아래의 상징 천황제가 형성되었다.

## 용어의 역사
'천황제'라는 용어는 쇼와 초기의 국가 논쟁 (일본 자본주의 논쟁, 1932년 논문 등)에서 마르크스주의 용어로 등장 해 제2차 세계 대전 종결 후 사회 과학 용어로 정착했다 1945년 이후 신문과 국회에서 '천황제' 용어의 사용이 점차 일반화했다.
보수파와 존황주의자들은 천황제라는 용어를 기피하고 황실이나  국체 등의 용어를 사용한다. 谷沢永一는 천황제라는 용어는 황실을 폄하하기 위한 용어라고 말했다. 소설가 시바 료타로는 천황제라는 말에 악의가 들어있다고 했다.  .
천황제 절대주의
천황제 절대주의 혹은 절대주의적 천황제는 대일본제국헌법 아래의 천황제를 절대주의로 간주한다.  1930년대 사회주의 강좌파가 사용했다. 강좌파는 메이지유신을 불완전한 부르주아지 혁명이며, 현재의 반 봉건적 지주제를 타파하고 이후 사회주의 · 공산주의 혁명을 해야한다는 이단계혁명론을 주장했다.  노농파는 메이지유신이 부르주아 혁명이었고 이제 자본주의 · 제국주의에 대한 사회주의, 공산주의 혁명을 해야한다는 일단계혁명론을 주장했다. 일본공산당은 2020년 개정된 강령에서도 천황이 모든 권한을 가지고 있는 절대주의적 천황제라고 적었다. .
역사가 이시이 다카시石井孝는 메이지 유신으로 순수한 봉건제로서의 막번체제가 해체되고 절대주의 천황제 정권과 국가가 성립되었다고 기록했다 .
천황제 파시즘
천황제를 파시즘의 일종으로 간주한다.
상징 천황제

## 제도
일본 제국 헌법은 프로이센 왕국과 벨기에의 헌법을 모델로 만들어졌다. 이토 히로부미는 유럽 정치체제를 도입하는 과정에서 의회제도 뿐 아니라 국민통합을 위한 종교로 기독교가 있음을 파악하고 천황이 일본의 정신적 지주 역할을 해주길 기대했다.
제국헌법에서는 명확하게 천황이 원수라고 규정되어있었다.
- 통치권을 총괄하는 국가원수이다.
- 군대의 통수권자이다.
- 제국 의회가 입법권을 행사했어도 거부할 수 있다.
- 국무대신이 보좌한다.
- 사법권은 법률에 따라 재판소가 수행한다.

제국헌법 제정으로 일본은 입헌군주제 국가가 되었다. 이토 히로부미도 천황에게 절대권력을 기대한 것이 아니고 군림하되 통치하지 않는 것을 지향했다. 처음에는 번벌 정부가 천황의 권위에 기대어 정치를 했고 이후는 의회주의가 시도되었다. 하지만 점차 천황은 군주이자 원수가 되었다.
의회와는 별개로 추밀원의 힘이 강력했고 헌법에도 없는 원로나 내대신 등이 정치에 개입했고 헌법상 국민의 기본권도 침해가 가능하여 허울뿐인 입헌주의로 보는 학자도 있다. 중의원이 정부에 반하게 될 것을 우려하여 귀족원을 두어 권한을 분산했다.
실제로 통치한 쪽은 천황이 아니라 원로와 내각이었다. 내각총리대신은 국무대신과 헌법상 대등한 지위였다.
쇼와 시대에 들어와 군부는 군 통수권이 천황에게 있으므로 내각의 방침에 따르지 않아도 된다며 헌법을 확대해석하면서 정치적 영향력을 확대했다. 군대가 천황을 내세워 쿠데타를 일으켜도 저지할 방법이 없었다. 2·26 사건과 統帥権干犯問題을 참고하라. 이렇게 주체성이 결여된 통치체계를 마루야마 마사오는 무책임의 체계라고 불렀다. 이 시기 천황제는 절대주의적 천황제로 불리기도 했으며 일본 파시즘의 한 축을 담당했다.

패전후 일본국 헌법 제1장에서는 상징천황제와 국민주권이 규정되었다. 
天皇は、日本国の象徴であり日本国民統合の象徴であって、この地位は、主権の存する日本国民の総意に基く

 천황의 국정개입은 제약되었고 내각의 조언과 승인이 필요했다.
연합군 최고사령부는 쇼와 천황의 인간 선언을 통해 일본국 헌법에 따른 국가 상징으로서의 천황제를 유지한다는 방침을 정했다. 이후 쇼와 천황의 행차나 아키히토의 결혼과 같은 행사로 대중에게 퍼졌다. 마쓰시타 게이이치는 이를 대중천황제라고 평했다.
일본 법제국의 견해는 다음과 같다.
- 입헌군주제 국가인 것은 분명하지만 메이지 헌법처럼 통치권을 천황에게서 받는 형태는 아니다. (1973년 참의원 내각위원회)
- 일본국 헌법 제1조의 규정대로 천황은 일본과 일본국민의 상징이며 비정치적인 지위에 있다. 주권은 국민에게 있다.[注 1] (1975년 중의원 내각위원회)
- 천황은 원수가 아니다. 일본국 헌법 제7조에서 외국 대사나 공사를 맞이하는 것은 의례적인 것이다. 대사 · 특명전권공사등에게 신임장을 주는 것은 내각의 권한이며 천황은 이를 승인하는 것이다. 따라서 외교관계에서 천황이 국가를 대표한다고 보긴 어렵다. (1988년 참의원 내각위원회)

미국 중앙정보국의 월드 팩트북에서는 일본의 통치유형을 상징군주제를 가진 의회제로 적고있다. 다른 나라도 외교상 천황을 원수로 두는 입헌군주제 국가로 본다.

## 논쟁
국학자 히라타 아쓰타네는 천황을 세계의 통치자라고 말해 존황양이 사상에 영향을 주었다.
메이지 정부가 천황중심으로 신도를 국교화하자 정교분리가 안되었다는 비판을 받았다. 신도의 국교화는 결국 이루어지지 않았지만 국가신토 형태로 천황이 숭배되었다.
1874년 가토 히로유키는 천황 국체론을 비판하고 국가 군주 국민의 권리와 의무를 주장했지만 정부의 비판을 받은 뒤 정부를 옹호하는 방향으로 의견을 바꾸었다.
1876년 이후 일본 제국 헌법 초안을 심의하며 이토 히로부미는 황실이 정신적 지주가 되어주기를 기대하며 프로이센형의 강력한 입헌군주제를 채택했다.
1889년 헌법 제정 후 上杉慎吉 등은 서양 군주제를 일본에 적용한 천황주권론을 미노베 다쓰키치 등은 국가법인설에 근거하여 천황기관설을 주장했다. 초기엔 천황주권론이 우세하다가 청일 전쟁, 러일 전쟁 후에 천황기관설이 주류가 되었다.
1891년 우치무라 간조의 불경사건 이후 이노우에 테츠지로는 국가주의 입장에서 기독교를 비판했다. 植村正久는 기독교인이라면 황실숭배나 조상숭배는 인정할 수 없다는 입장을 취했다.
1914년 요시노 사쿠조는 데모크라시의 번역어로 민주주의 대신 민본주의(民本主義)를 사용하여 인민 다수를 위한 정치를 주장했다. 이는 이후 다이쇼 데모크라시에 영향을 주었다.
1910년의 고토쿠 슈스이의 대역사건이 1921년에는 大本事件이 1930년에는 통수권 침범문제가, 1932년에는 5·15 사건이, 1935년에는 천황기관설 사건과 국체명징성명 등이 벌어지면서 군부의 정치적 영향력이 확대되고 천황제에 대한 논의 자체가 금기시되었다.
기타 잇키는 일본제국헌법의 천황제를 비판하고 국민의 천황을 중심으로 한 새로운 유신혁명과 국가개조가 필요하다 주장하여 황도파에게 영향을 주었다.
이시와라 간지는 세계최종전쟁론에서 최종전쟁의 승리를 통해 인류가 천황을 현인신으로 모시게 해야한다고 말했다.
일본 자본주의 논쟁에서 강좌파는 천황제를 반봉건적 전제군주제로 노농파는 부르주아 군주로 규정했다. 불법화했던 2차 공산당은 27년 테제에서 군주제 폐지를 채택했고 32년 테제에서 천황제 폐지를 채택했다.
패전후 천황제 폐지까지 토론이 가능해져서 군주제 폐지가 포함된 헌법 초안 다수가 작성되었다. 일본공산당은 일본인민공화국 헌법 초안을 발표했다.
의회에서 일본국 헌법 제1조에서 국체는 변화했는가하고 질의하자, 헌법담당 국무대신인 金森徳次郎이 국가체제는 바뀌었지만 천황 중심의 국가라는 측면에서의 국체는 변함이 없다고 답변하여 이중적이라는 비판을 받았다. 또 尾高・宮沢論争이나 佐々木・和辻論争 등의 논쟁이 발생했다. 상징천황제 하에서의 일본의 군주와 원수 지위에 대해서도 논의가 있었다.
1946년 미카사노미야 다카히토 친왕은 천황에게 퇴위의 자유가 없으므로 쇠사슬에 묶인 내각의 노예처럼 되었다고 말했다.
1960년 風流夢譚事件에서 궁내청은 명예훼손을 우익은 불경함을, 출판사측은 표현의 자유를 주장하여 菊タブー라고 부르기도 했다.
1964-74년의 야스쿠니 신사법안에서 일본유족회 등은 국가수호를 주장했고 다른 종교단체나 좌파측은 국가신토 부활 반대와 정교분리를 주장했다.
1988년 쇼와 천황 사망시 과도한 자숙과 쇼와 천황의 전쟁 책임 등이 이슈였다.
2004년 황실전범에 대한 논의가 생겨 여성천황, 여성궁가, 구황족 복귀 등이 논의되었다.
2016년에 천황이 양위를 희망하여 논의되었다.
학자와 정당의 견해
와타나베 쇼이치는 천황가가 만세일계의 존재이고 신도는 특정한 종교가 아니고 일본국헌법은 무효이며, 생전퇴임, 여성천황 등은 좌익의 음모라고 비판했다.
마루야마 마사오는 전전의 일본을 천황제 파시즘이라 불렀고 누구도 책임지지 않는 무책임의 체계라고 비판했다.
요시모토 다카아키는 역사적으로 천황제의 대부분은 종교적 권위이고 천황의 세습과 제사의 본질은 신과 함께 먹는 것, 신과의 성행위이므로 근저에는 농경제의가 있다고 했다. 따라서 일본이 농경사회에서 거의 벗어나면 천황의 정치적 역할은 끝날 것이라고 서술했다.
미시마 유키오는 쇼와 천황의 인간선언을 유감이라고 했고 小泉信三 등이 추진하는 천황제의 민주화는 대중사회에 아부하는 주간지적 천황제라고 비판했다
西部邁는 정치와 종교는 근본적으로 연결되어있고 천황은 가치의 원천이자 국인성의 상징이므로 상징을 성스럽게 취급하지 않는 일본국헌법에는 모순이 있다고 했다.
梅原猛는 천황이라는 단어가 8세기 스이코 천황 시절부터 종교적 색채가 강했고, 율령 시대에도 천황의 정치적 권력은 배제되었어서 중국의 황제와 동일하게 emperor라고 번역되는 것은 틀렸다고 했다. 천황은 실제 권력이 없었기 때문에 존속 가능했다. 따라서 천황은 원래 상징적이고 메이지 헌법에서 유럽식 국가체제를 모방해 천황의 위치를 결정한 것은 틀렸다고 했다.
堀内哲는 천황의 정치적 발언 등 상징천황제에는 한계가 있으므로 천황제를 폐지하고 천황을 평범한 인간으로 되돌려야 한다고 주장했다. 橋爪大三郎는 천황제는 민주주의와 모순이므로 헌법개정을 통해 천황제를 폐지해야 한다고 했다. 小谷野敦는 천황제는 출생과 동시에 차이를 두는 것이므로 헌법을 개정하여 천황제를 폐지하고 일본 국민의 기본권을 보장해야 한다고 말했다.
자유민주당은 강령에서 자주헌법제정을 명시했고 2012년에는 천황을 원수라고 기재했다.
이케다 다이사쿠는 책에서 도다 조세이의 말처럼 불교에서 보면 천황제의 문제는 규정이 불가능하다. 대대로 이어진 천황의 존재를 파괴할 필요도 또 특별히 취급할 필요도 없다. 어느 입장이어도 불쌍하다고 적었다.
일본공산당은 2004년 강령에서 '군주제의 폐지'를 삭제하고 천황제의 존속을 인정하는 헌법강령은 민주주의의 실현에 약점이 되므로 국민주권의 원칙을 일관되게 실천하는 것이 중요하다고 적었다.
여론 조사
1946년 마이니치 신문 조간에 실린 여론 조사에서는 상징천황제 지지가 85%였다.
1990년 상징천황제 유지를 선택한 사람은 73%였다. 2000년에는 80% 2002년에는 86%였다.
NHK의 2009년 조사에서는 82%가 상징천황제 유지, 8%가 폐지, 6%가 정치적 권한 부여였다.

## 같이 보기
- 군주제
- 일본의 천황
- 상징 천황제
- 일본 파시즘
- 천황제 폐지론
- 국체론
- 황통 악보
- 천황기관설
- 천황 친정
- 지금 천황
- 전체 이름
- 어전회의
- 부권제
- 菊 터부

### 내용주
1. ↑  「主権の存ずる日本国民」。主権は国民のほうにある、ということ。国民主権。

### 참조주
1. 1 2  (일본어) 『天皇制』  - 고트뱅크
2. 1 2 3 4 5 6  日本史広辞典編集委員会 1997.
3. ↑  谷沢『「天皇制」という呼称(ことば)を使うべきでない理由』 PHP研究所 2001年
4. ↑  日本共産党綱領(2020年1月改訂)
5. ↑  石井 孝『明治維新論 - 学説批判』吉川弘文館 1961年、p.1、281-297
6. ↑  松下「大衆天皇制論」、中央公論1959年4月号
7. ↑  “CIA Factbookの各国要覧のJapanの項”. 2010년 12월 28일에 원본 문서에서 보존된 문서. 2020년 8월 8일에 확인함.
8. ↑  天皇「現人神から象徴へ」 朝日新聞 2019年4月29日
9. ↑  渡部昇一『日本興国論』（2012年、致知出版社）p199-205
10. ↑  丸山眞男『現代政治の思想と行動』（1956年、未來社）
11. ↑  吉本隆明「天皇制および天皇について」（『国家の思想』（戦後日本思想体系5、筑摩書房））
12. ↑  三島由紀夫（[林房雄との対談）『対話・日本人論』（番町書房、1966年。夏目書房で新版、2002年）
13. ↑  西部邁 「フィクション」としての天皇(2017年)
14. ↑  中曽根康弘、梅原猛『政治と哲学: 日本人の新たなる使命を求めて』（PHP研究所） 第4章
15. ↑  『天皇と民主主義』（橋爪大三郎、春秋社、2004年）
16. ↑  『天皇制批判の常識』（小谷野敦、2010年、洋泉社）p3-9, p104-111
17. ↑  池田大作『人間革命』第2巻 p245
18. ↑  『希望の源泉 - 池田思想を読み解く』第三文明 2019年6月号 p99
19. ↑  日本共産党綱領 - 2004年
20. ↑  “毎日新聞1946：新憲法の政府草案を歓迎 改憲論争、50年代に原形”. 《毎日新聞》. 2016년 2월 8일. 2016년 5월 5일에 원본 문서에서 보존된 문서. 2016년 5월 3일에 확인함.
21. ↑  読売新聞1990年01月06日朝刊
22. ↑  毎日新聞2000年9月。
23. ↑  全国面接方式の世論調査。朝日新聞2002年12月22日。
24. ↑  “平成の皇室観”. NHK. 2012년 5월 20일에 확인함.